# John James Rickard Macleod

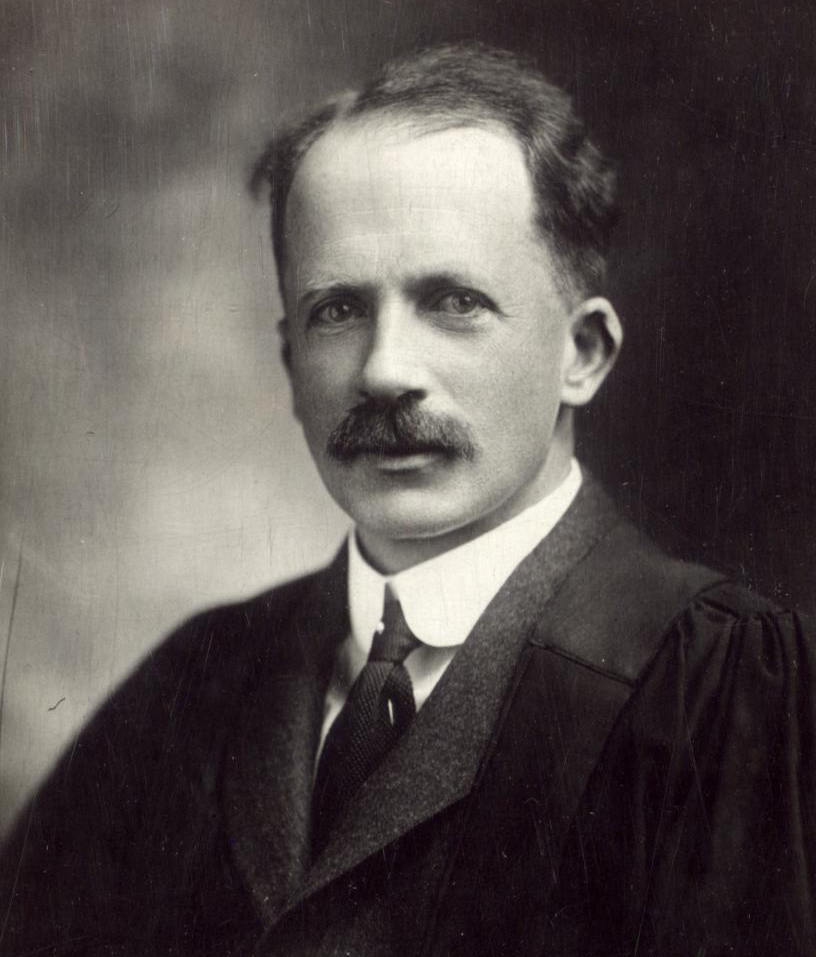
John Macleod (um 1928)

John James Rickard Macleod (* 6. September 1876 in Clunie bei Dunkeld; † 16. März 1935 in Aberdeen) war ein schottisch-kanadischer Physiologe und Mitentdecker des Insulins, wofür er 1923 den Nobelpreis erhielt.

## Leben

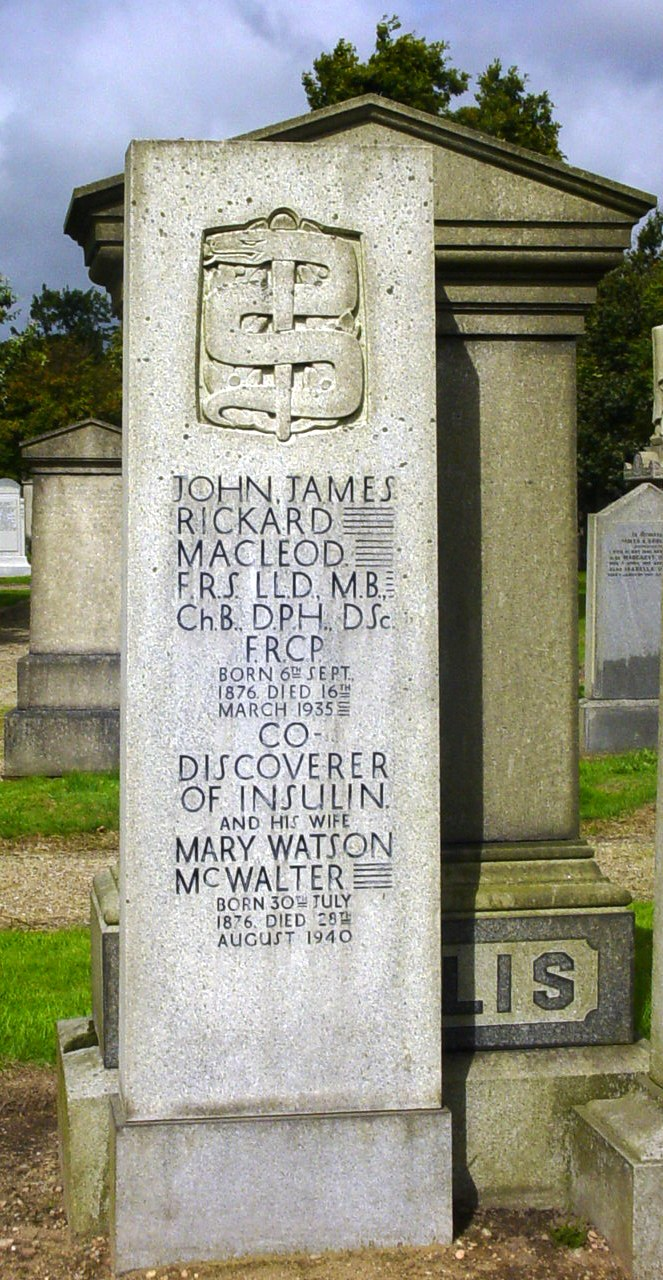
Grabstein Macleods und seiner Frau in Aberdeen

John Macleod wurde als Sohn eines Pfarrers in Clunie nahe Dunkeld in Perthshire geboren, ehe er im Kindesalter mit seiner Familie nach Aberdeen zog und dort fortan aufwuchs. Nach dem Besuch der Aberdeen Grammar School nahm er ein Medizinstudium an der Universität Aberdeen auf, das er 1898 mit Auszeichnung abschloss. Ein Stipendium ermöglichte ihm anschließend einen einjährigen Aufenthalt in Deutschland am Institut für Physiologie der Universität Leipzig, um dort Biochemie zu studieren. 1899 übernahm er eine Lehrtätigkeit am London Hospital Medical College in London, zunächst für Physiologie und ab 1902 für Biochemie. Über ein Stipendium der Royal Society forschte Macleod von 1902 bis 1903 an der University of Cambridge.
Im Alter von 27 Jahren berief ihn 1903 die Western Reserve University in Cleveland in den USA zum Professor für Physiologie, an der er die nächsten 15 Jahre tätig war. Im Wintersemester 1916 war er zusätzlich auch als Professor für Physiologie an der McGill University im kanadischen Montreal tätig. 1918 wechselte er als Professor für Physiologie an die kanadische University of Toronto, an der er die nächsten zehn Jahre tätig war. Dort wurde er Prodekan der medizinischen Fakultät und Direktor des Physiologischen Laboratoriums. 1928 entschied er sich, an die University of Aberdeen zurückzukehren, und übernahm dort die Regius-Professur für Physiologie. Von 1930 bis 1933 stand er zudem als Dekan der dortigen medizinischen Fakultät vor. Er hielt die Professur bis zu seinem vorzeitigen Tod nach langer Krankheit am 16. März 1935 mit 58 Jahren.

## Werk und Ehrungen
Macleod war als Autor oder Co-Autor an über 200 wissenschaftlichen Artikeln beteiligt. Darüber hinaus veröffentlichte er insgesamt elf Bücher, darunter 1918 das Lehrbuch Physiology and Biochemistry of Modern Medicine, das bis 1941 in insgesamt neun Auflagen erschien.
Sein hauptsächliches Forschungsinteresse galt ab 1905 dem Kohlenhydratstoffwechsel, insbesondere dem Diabetes mellitus. In seinem Labor in Toronto fanden unter Leitung von Frederick G. Banting ab 1921 die Forschungsarbeiten statt, die zur Isolierung des Insulins führten, das daraufhin ab 1922 erstmals bei menschlichen Patienten angewendet werden konnte. Für diese Leistung erhielt Macleod 1923 gemeinsam mit Banting den Nobelpreis für Physiologie oder Medizin. Für den Preis nominiert hatte Banting und ihn unter anderem der frühere Nobelpreisträger August Krogh. Die Preisvergabe an Macleod, anstatt an den wesentlich an der Entdeckung beteiligten studentischen Assistenten Charles Best, war umstritten. Allerdings teilten Macleod und Banting ihr Preisgeld von ca. 115.000 schwedischen Kronen mit Best sowie mit James Collip, dem Biochemiker, der für die Gewinnung des Insulin-Extraktes aus Pankreasgewebe verantwortlich war. In Folge der Auseinandersetzungen um die Einzelbeiträge zur Entdeckung zerwarfen sich Banting und Macleod jedoch, was Macleods Reputation stark beeinträchtigte; die Freigabe von bis dahin unter Verschluss gehaltenen Dokumenten durch die University of Toronto nach Bests Tod 1978 führte wieder zu einer Besserung seines Ansehens.
Weitere Ehrungen umfassen unter anderem die Aufnahme als Fellow in die Royal Society of Canada 1919, in die britische Royal Society 1923 sowie die Royal Society of Edinburgh 1932. Im Jahr 1925 wurde er zum Mitglied der deutschen Leopoldina gewählt. Darüber hinaus verliehen ihm die Universitäten Toronto, Cambridge, Aberdeen und Pennsylvania, die Western Reserve University sowie das Jefferson Medical College jeweils ein Ehrendoktorat.
Innerhalb seines Fachgebietes fungierte Macleod von 1921 bis 1923 als Präsident der American Physiological Society und von 1925 bis 1926 des Royal Canadian Institute. 
2012 wurde Macleod postum in die Canadian Medical Hall of Fame aufgenommen. Bereits seit 1960 ist er Namensgeber für den Macleod Point, eine Landspitze in der Antarktis. Guyana ehrte Macleod im Jahr 2002 mit einer Briefmarke.